# Norra och Södra Vedbo domsagas tingslag
Norra och Södra Vedbo domsagas tingslag var ett tingslag i Jönköpings län.
Tingslaget bildades den 1 januari 1948 (enligt beslut den 10 juli 1947) genom av ett samgående av Norra Vedbo tingslag och Södra Vedbo tingslag. 1971 upplöstes tingslaget och verksamheten överfördes till Eksjö tingsrätt.
Tingslaget ingick i Norra och Södra Vedbo domsaga, bildad 1799.

## Kommuner
Tingslaget bestod den 1 januari 1952 av följande kommuner:
- Bredestads landskommun
- Eksjö stad
- Hullaryds landskommun
- Höreda landskommun
- Ingatorps landskommun
- Linderås landskommun
- Mariannelunds köping
- Solberga landskommun
- Tranås stad